# Нагоряни (Дністровський район)
Нагоря́ни —  село в Україні, у Кельменецькій селищній громаді Дністровського району Чернівецької області.

## Географія
Село розташоване на березі річки Дністер, навколо - гори. На горах, за деякими даними, є згаслий вулкан. Також у Нагорянах є три скелі, які за легендою називаються «Баба, Дід та Внучка» і заввишки понад сто метрів.

## Історія
Після завершення Другої світової війни у 1946—1947 роках жителі села пережили голод, селяни зазнали репресій та колективізації.
Померли з голоду в 1946-47 роках
Причина смерті: виснаження, дистофія, задуха, тиф. Список померлих подається за виданням "Національна книга пам'яті жертв голодоморів 1932-1937, 1946-1947 років в Україні. Чернівецька область".- Чернівці: Зелена Буковина, 2008. - С. 621-622. - ISBN  978-966-8410-48-3.
- 1. Бащук Анастасія                    Невідомо  Невідомо
- 2. Верстюк Василь Петрович            Невідомо  Невідомо
- 3. Веселовська Наталія                Невідомо  Невідомо
- 4. Веселовська Ніна Дмитрівна         1934      09.12.1946
- 5. Дністрян Надія Іванівна            1868      10.05.1947
- 6. Ільчук Микола Іванович             1945      26.05.1947
- 7. Китайгородська Олена Федорівна     Невідомо  Невідомо
- 8. Китайгородський Михайло Іванович   1876      28.05.1947
- 9. Китайгородський Михайло Федорович  Невідомо  Невідомо
- 10.Кифоряк Пазина Калістратівна       Невідомо  Невідомо
- 11.Кифоряк Семен Федорович            Невідомо  Невідомо
- 12.Козак Георгій Іванович             1897      21.05.1947
- 13.Кушнір Микола Васильович           Невідомо  Невідомо
- 14.Кушнір Христина Іванівна           1896      10.04.1947
- 15.Матковський Петро Антонович        1872      04.04.1947
- 16.Мельник Василь Прокопович          Невідомо  Невідомо
- 17.Мельник Гаврило                    Невідомо  Невідомо
- 18.Мельник Георгій Данилович          1847      20.06.1947
- 19.Мельник Марія Прокопівна           Невідомо  Невідоммо
- 20.Мельник Олександр Васильович       1906      18.07.1946
- 21.Мельник Олексій Георгійович        1892      21.04.1947
- 22.Пастух Ганна Антонівна             1883      24.06.1947
- 23.Тихонький Тимофій                  Невідомо  Невідомо
- 24.Цуркан Василь Кирилович            Невідомо  Невідомо
- 25.Цуркан Іван Логінович              Невідомо  Невідомо
- 26.Цуркан Марія Василівна             Невідомо  Невідомо
- 27.Цуркан Ганна Данилівна             1876      06.05.1947

З 1991 року в складі незалежної України.
В 2021 році шляхом об'єднання сільських рад, село увійшло до складу Кельменецької селищної громади.

## Легенди
У селі є поховання панів, які сховані під хрестом на горі. Деякі люди оповідають, що в склепі є золото, але ті, що намагалися його відшукати, не поверталися.

## Археологія
Городище на високому останці правого берега Дністра має майданчик (діаметр 20 м), обмежений валами і ескарпами по краю мису та з напільного боку. Знайдена кераміка IX-X і XI-XII ст. Деякі дослідники відносять його до сакральних.

## Населення
Згідно з переписом УРСР 1989 року чисельність наявного населення села становила 576 осіб, з яких 257 чоловіків та 319 жінок.
За переписом населення України 2001 року в селі мешкали 502 особи.

### Мова
Розподіл населення за рідною мовою за даними перепису 2001 року:
| Мова       | Відсоток |
| ---------- | -------- |
| українська | 97,01 %  |
| російська  | 2,19 %   |
| молдовська | 0,80 %   |

## Відомі люди
- Китайгородська Віра Микитівна. - 05.12.1961, с. Нагоряни Кельменецького району Чернівецької області) - українська поетеса і журналіст. У 1984 р. закінчила філологічний факультет Чернівецького університету. Головний редактор газети "Буковинське віче". Голова Чернівецької обласної організації Національної спілки письменників України (2012). Заслужений працівник культури України (2010). Лауреат премій ім. Дмитра Загула (2003) та Сидора Воробкевича (2004).

Автор книг: "Виноградна колиска", "Сонце вночі", "Дикаданс", "Ловіння вітру", "Безконечник", "Гойра", "Сім вінків сонетів".
- Кушнір Віктор Степанович. - (*03.08.1937, с. Калиня К.-Подільського району Хмельницької області - 02.10.1973, м. Київ) - український поет, журналіст, літературний критик. Дитинство і рання юність Віктора Кушніра пройшла в с. Нагоряни. Працював у Кельменецькій районній газеті (1959-1964), у газетах "Радянська Буковина", "Вечірній Київ".

Автор збірок: "Пам'ять" (1968), "Неподільність" (1972), "Повернення" (1980).

## Галерея

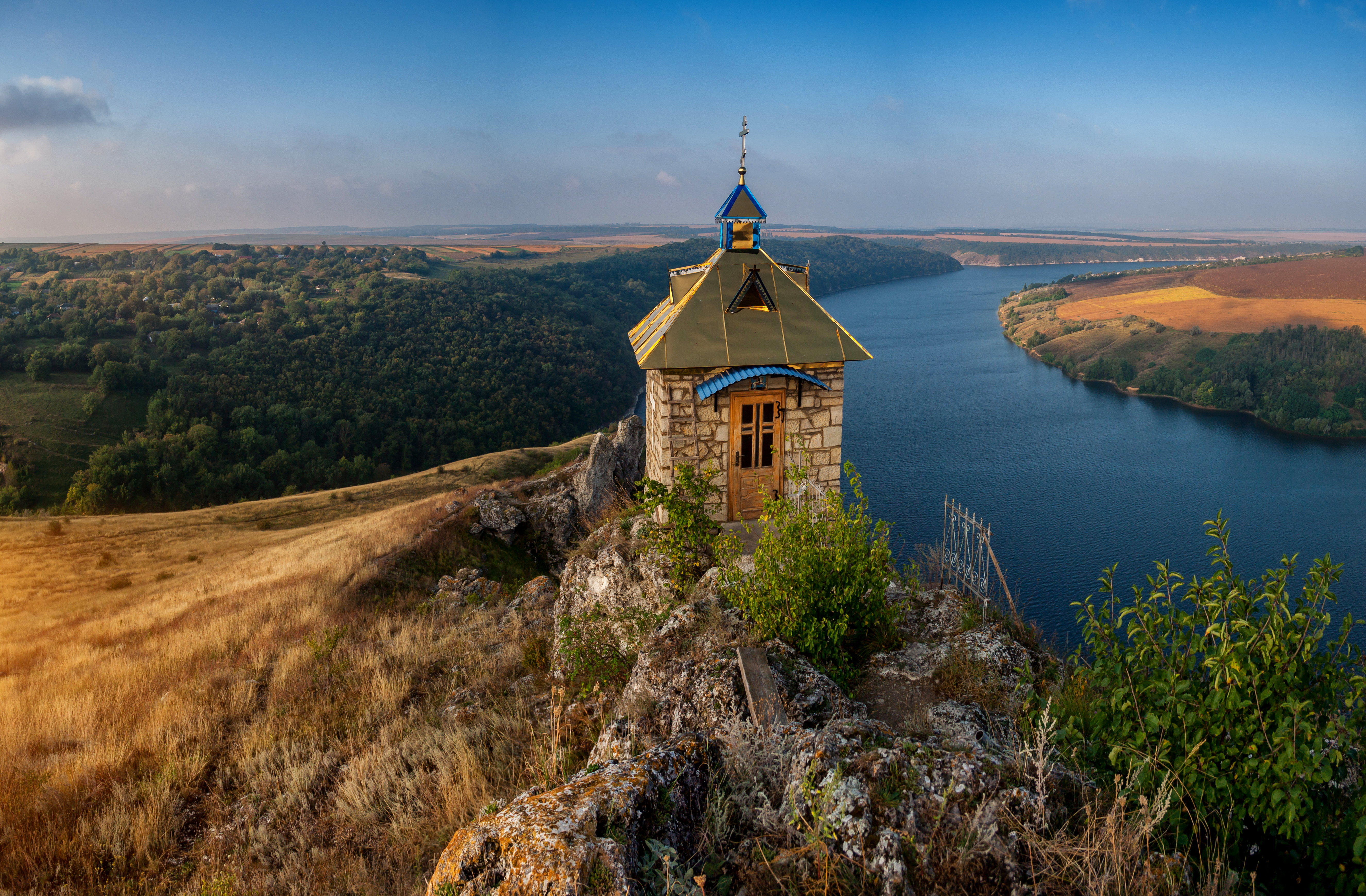
Капличка на горбі. с. Нагоряни
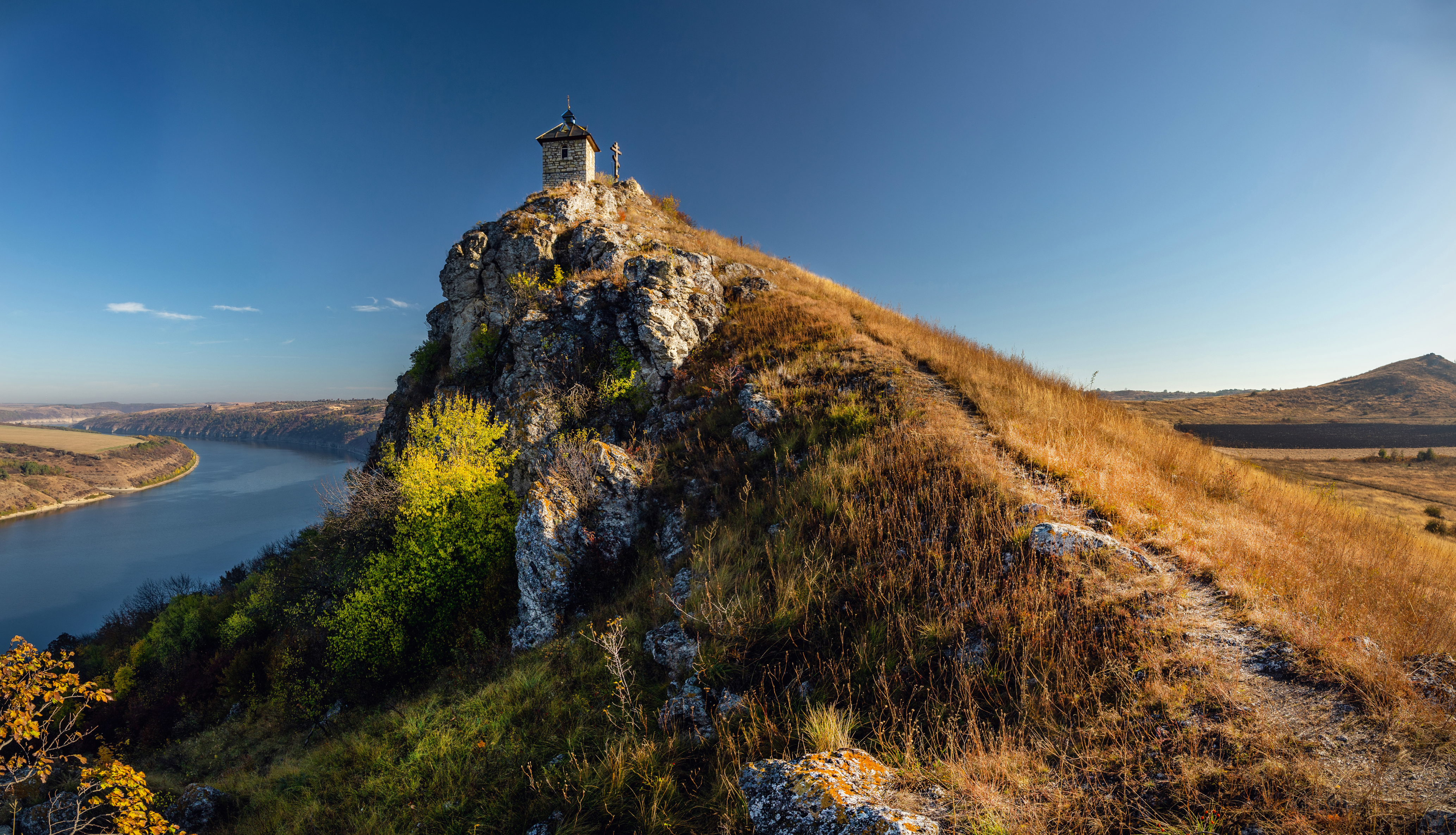
Дорога до Каплички
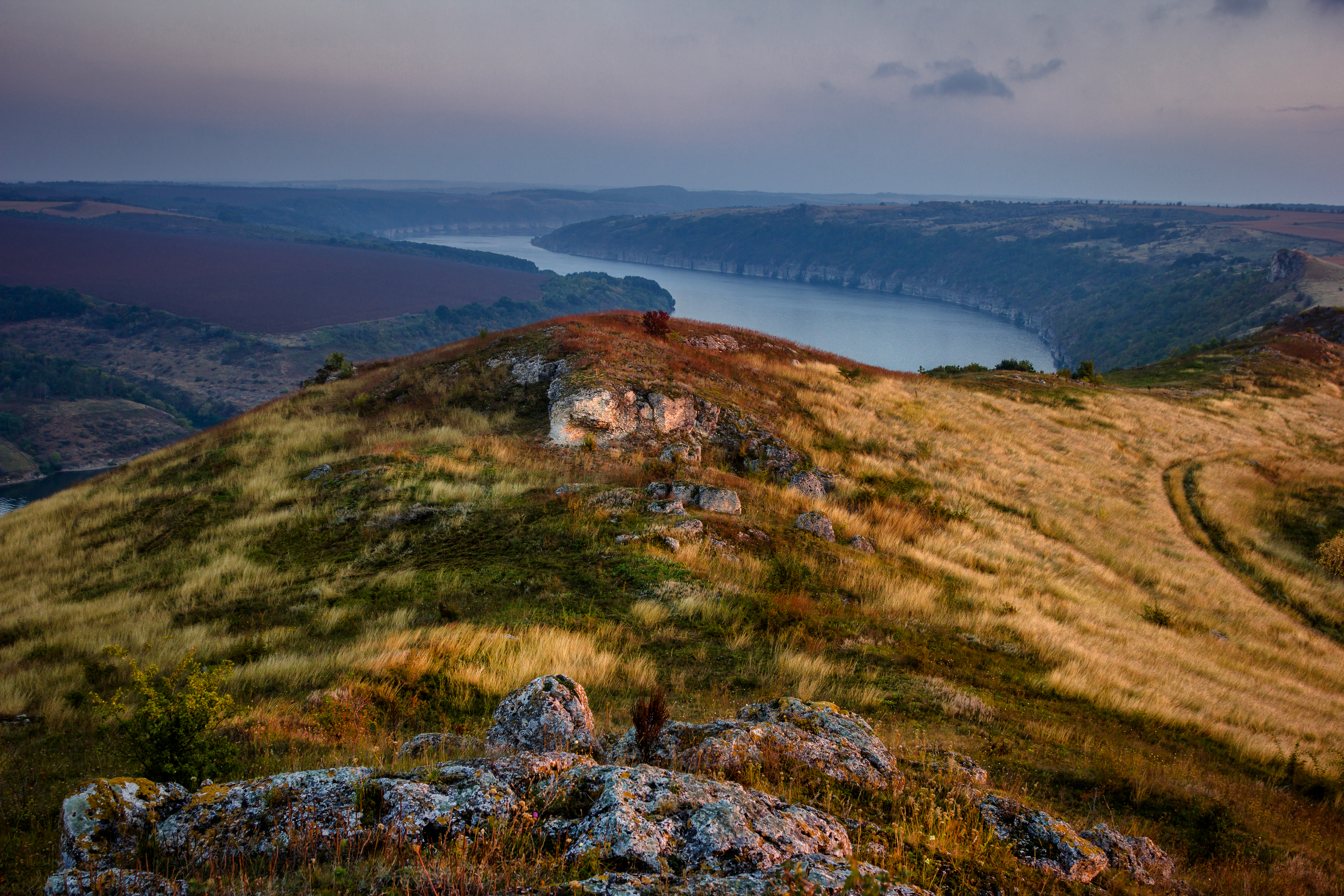
Світанок над Шишковими горбами
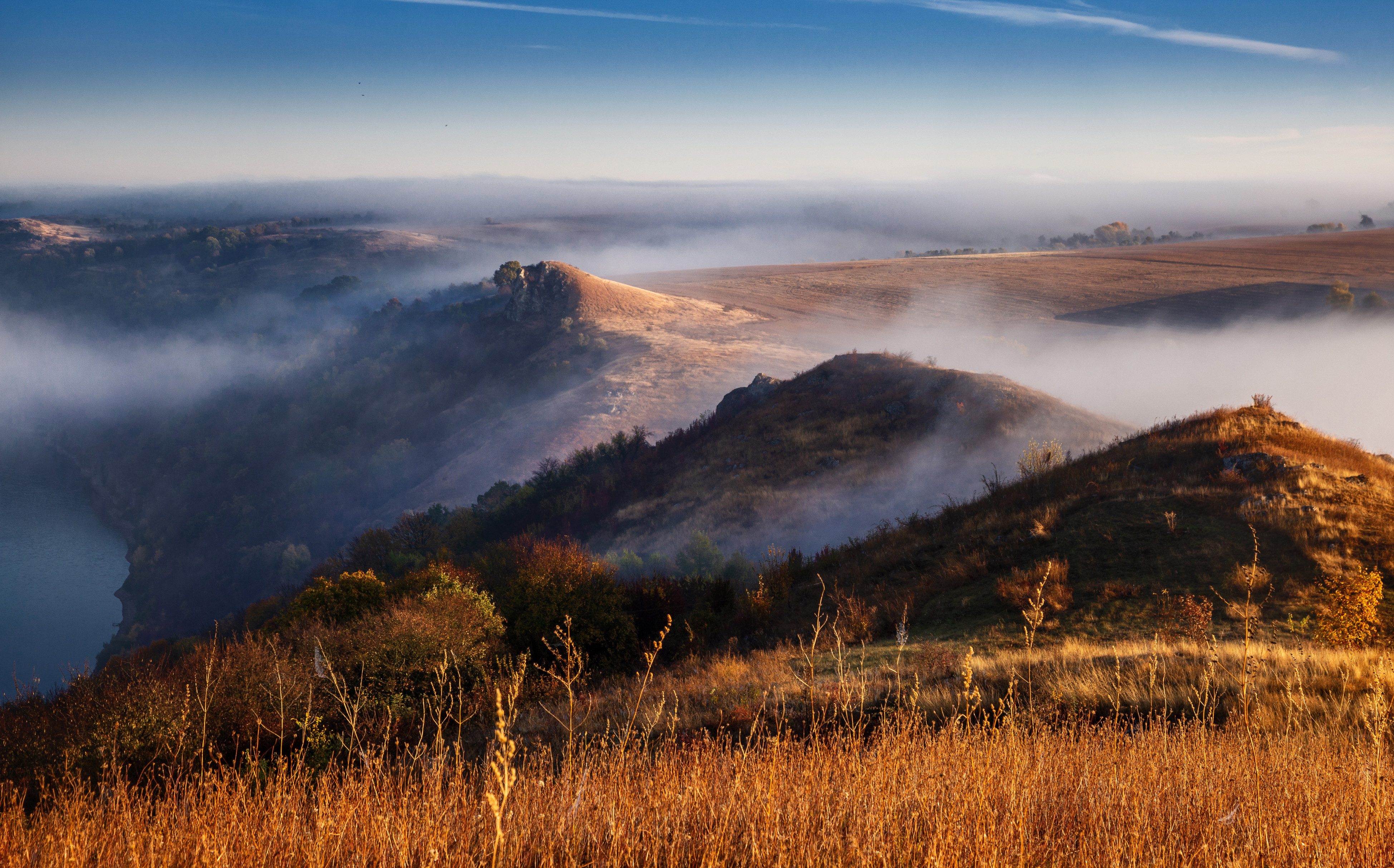
Гуляли тумани між пагорбами
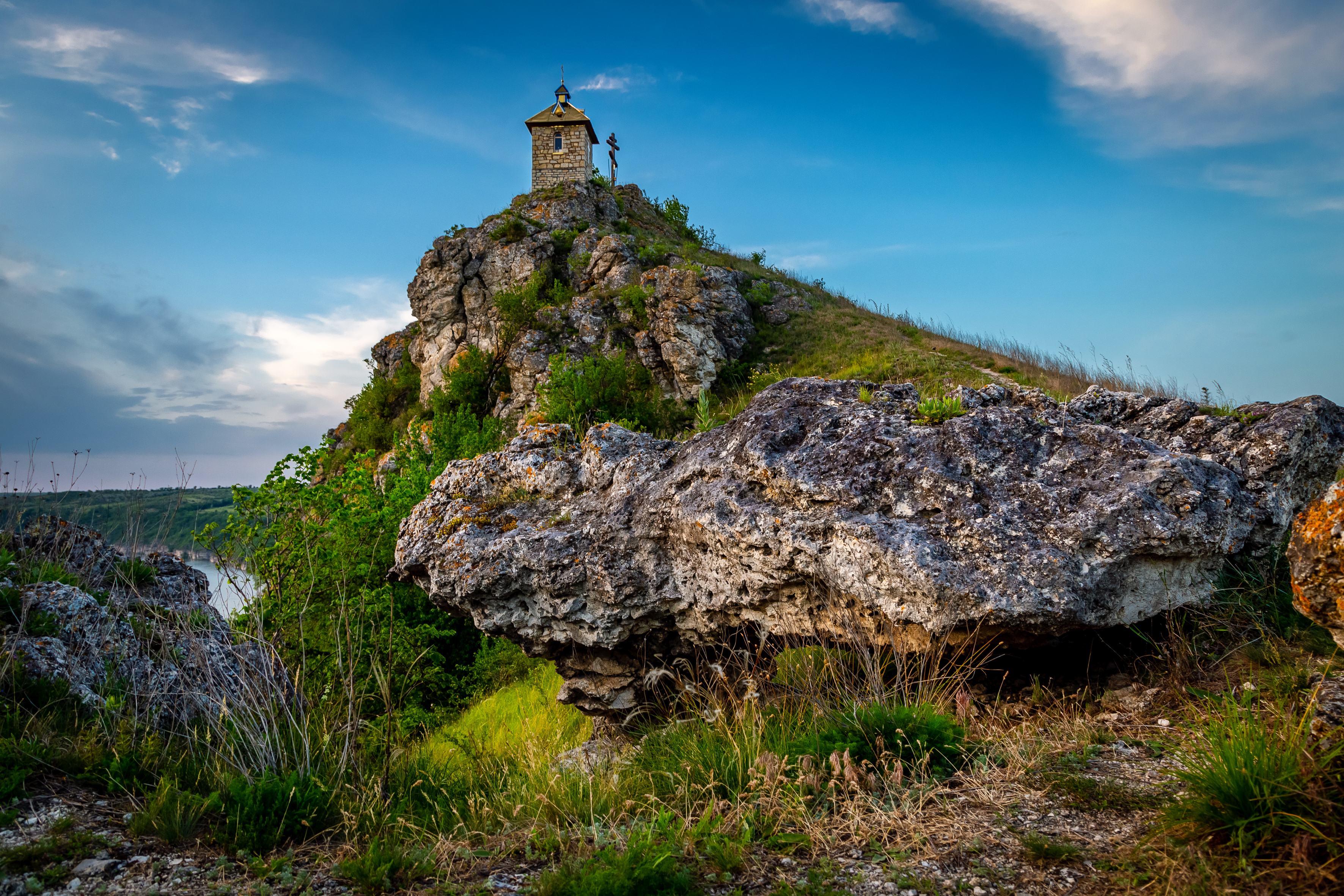
Капличка на скелі
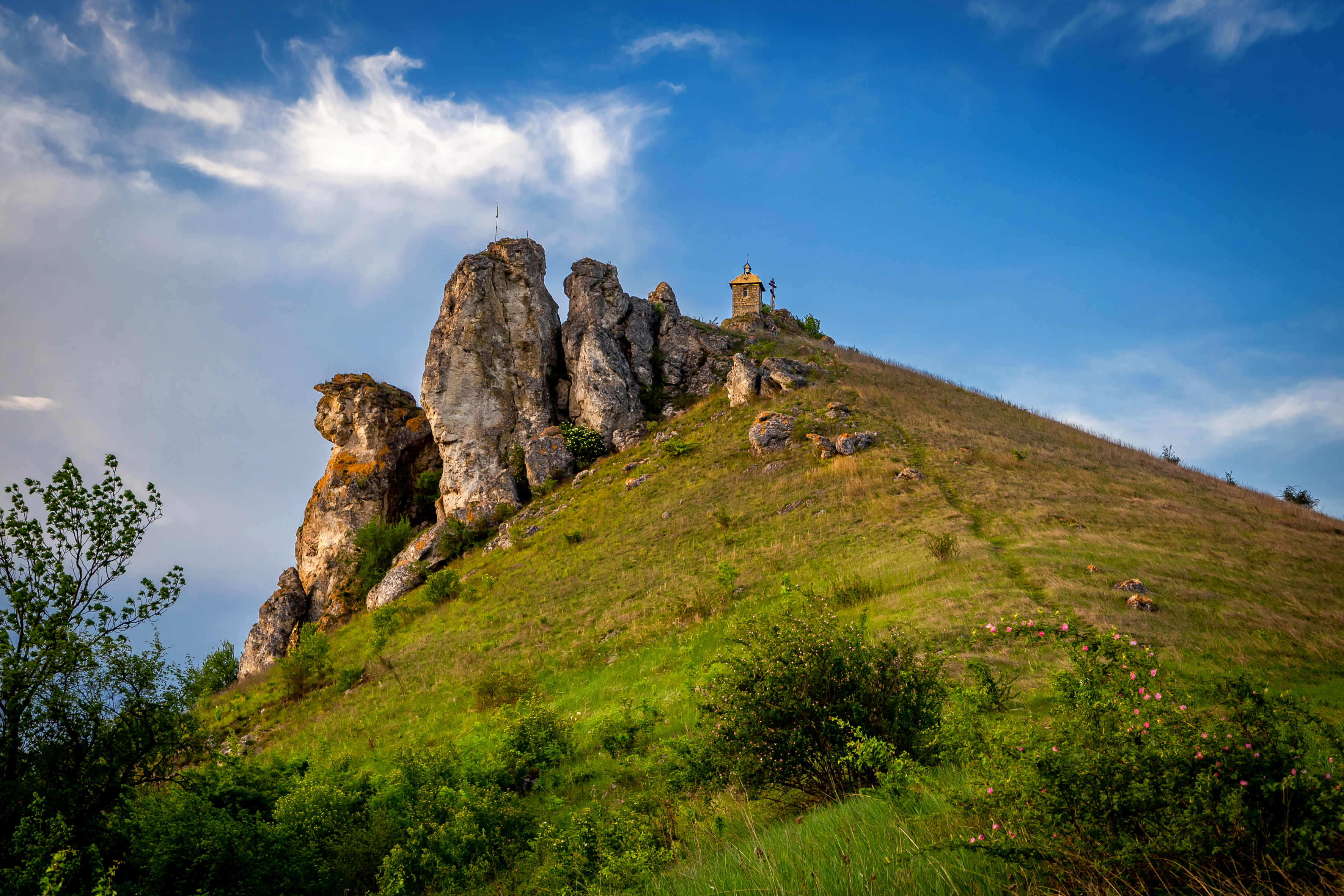
Шишкові пагорби і капличка на горі